# ふじが丘東
ふじが丘東（ふじがおかひがし）は、大分県大分市の地名。現行行政地名はふじが丘東一丁目からふじが丘東三丁目。住居表示実施済区域。

## 地理
大分市の稙田地区に属し、南にふじが丘南、西にふじが丘西、北にふじが丘北、東に大字光吉、南東に大字寒田と接している。

## 歴史

### 沿革
- 2022年（令和4年）1月8日 - 住居表示を実施に伴い、大字光吉、大字田尻の各一部（通称はふじが丘東区）から、ふじが丘東一丁目からふじが丘東三丁目を新設[5]。

### 町名の変遷
| 実施後           | 実施年月日              | 実施前（各町名ともその一部、公称のみ） |
| ---------------- | ----------------------- | -------------------------------------- |
| ふじが丘東一丁目 | 2022年（令和4年）1月8日 | 大字光吉、大字田尻（各一部）           |
| ふじが丘東二丁目 | 2022年（令和4年）1月8日 | 大字田尻（一部）                       |
| ふじが丘東三丁目 | 2022年（令和4年）1月8日 | 大字田尻（一部）                       |

## 世帯数と人口
2022年（令和4年）3月31日現在（大分市発表）の世帯数と人口は以下の通りである。
| 丁目             | 世帯数  | 人口  |
| ---------------- | ------- | ----- |
| ふじが丘東一丁目 | 73世帯  | 199人 |
| ふじが丘東二丁目 | 113世帯 | 255人 |
| ふじが丘東三丁目 | 81世帯  | 186人 |
| 計               | 267世帯 | 640人 |

## 学区
市立小・中学校に通う場合、学区は以下の通りとなる（2022年4月時点）。
| 丁目             | 番・番地等 | 小学校               | 中学校               |
| ---------------- | ---------- | -------------------- | -------------------- |
| ふじが丘東一丁目 | 全域       | 大分市立東稙田小学校 | 大分市立稙田南中学校 |
| ふじが丘東二丁目 | 全域       | 大分市立東稙田小学校 | 大分市立稙田南中学校 |
| ふじが丘東三丁目 | 全域       | 大分市立東稙田小学校 | 大分市立稙田南中学校 |

## 施設
- 大分ふじが丘郵便局[7]

## その他

### 日本郵便
- 郵便番号 : 870-1182[2]（集配局 : 大分南郵便局[8]）。